# حاجی هوار کندی
حاجی هوار کندی یک روستا در ایران است که در دهستان قشلاق شرقی شهرستان بیله‌سوار واقع شده‌است. حاجی هوار کندی ۵۷ نفر جمعیت دارد.